# (341843) 2008 EV5
2008 إي في 5 (ويعرف أيضًا باسم (341843) 2008 إي في 5 وفق تسمية الكوكب الصغير) (بالإنجليزية: 2008 EV5)‏ هو كويكب ضمن حزام الكويكبات؛ وترتيبه 341843 من حيث الاكتشاف.
اكتُشف هذا الجُرم الفلكي بواسطة ماسح جبل ليمون ‏ في 4 مارس 2008.

## وصلات خارجية
- (341843) 2008 EV5 في قاعدة بيانات مختبر الدفع النفاث لأجرام النظام الشمسي الصغيرة

- الاكتشاف · مخطط المدار ·  العناصر المدارية · المعلمات المادية

- (341843) 2008 EV5 على موقع ويكي سكاي: DSS2, SDSS, GALEX, IRAS, Hydrogen α, X-Ray, Astrophoto, Sky Map, Articles and images